# BIX Medienfassade

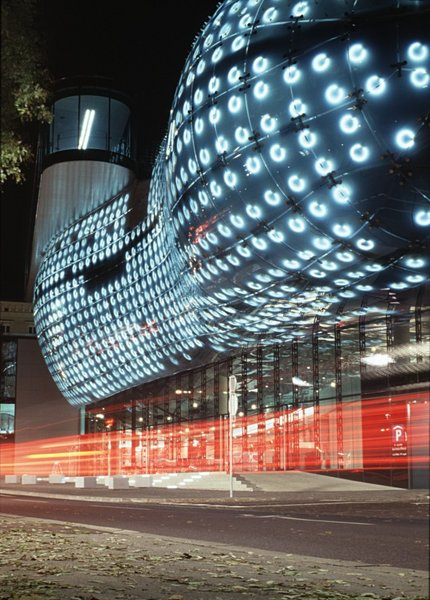
Kunsthaus Graz bei Nacht

Die BIX Medienfassade ist eine Matrix aus 930 konventionellen Leuchtstofflampen, die in der Ostfassade des Grazer Kunsthauses integriert sind. Dadurch, dass die Leuchtenhelligkeiten der einzelnen Lampen mit einer Frequenz von 20 Bildern pro Sekunde einzeln und stufenlos ansteuerbar sind, können in grober Auflösung Bilder, Filme und Animationen auf der Fassade gezeigt werden.

## Entstehungsgeschichte
Das Konzept für die BIX Medienfassade wurde 2001 von den Berliner Architekten realities:united initiiert und entwickelt und konnte 2003 fertiggestellt werden. BIX entstand als Zusatzelement für das Kunsthaus Graz der Britischen Architekten Peter Cook und Colin Fournier, als die Gesamtplanung bereits weit fortgeschritten war. Eine Herausforderung war nicht nur der späte Zeitpunkt und die technische Komplexität des Projektes, sondern auch die Integration eines architektonischen Konzeptes fremder Autorenschaft in ein gestalterisch expressives Bauprojekt. Schließlich war BIX ein neues Gestaltungselement, das die gesamte flusszugewandte Schauseite der Architektur in extremer Weise dominieren und die Gebäudefassade einer Neuinterpretation unterziehen würde. Die Stadt Graz als Bauherr und die Architekten griffen die Idee auf und gaben Ende 2002 grünes Licht für die Verwirklichung von BIX.

## Ästhetik
Die Medieninstallation BIX und die Architektur des Kunsthauses Graz verbindet eine starke symbiotische Beziehung. Die Fassade als Bildschirm erweitert den Wirkungsbereich des Kunsthauses, indem es dessen programmatisch formulierten kommunikativen Anspruch einer mitteilsamen Außenerscheinung technisch und konzeptionell übersetzt. Die Medienfassade projiziert die Inhalte des Kunsthauses abstrakt und mediatisiert in den öffentlichen Raum.
Bei der Entwicklung von BIX wurde radikal auf zentrale Leistungsaspekte konventioneller Großbildschirme verzichtet, um im Gegenzug eine Reihe wesentlicher Vorteile zu erzielen. So ist die Bildauflösung der Matrix extrem gering. Dieser außergewöhnlichen Beschränkung steht die modulare Struktur und enorme Größe der Installation gegenüber, die die gesamte dem Fluss zugewandte Fassade des Kunsthauses abdeckt. Zudem erreicht BIX einen hohen Integrationsgrad zwischen Bild und Gebäude, denn nicht eine vormontierte Projektionswand, sondern das Kunsthaus selbst strahlt Zeichen und Bilder ab. 
Es entsteht der Eindruck, als erzeuge die blaue Blase die Lichtzeichen von innen heraus. Nur im aktiven Zustand werden die Lichtquellen sichtbar, so dass die Lichtzeichen wie eintätowierte Pigmentpunkte frei auf der Außenhaut des Gebäudes zu treiben scheinen.

## Nutzung
Die BIX Medienfassade wird unter Leitung der Kuratoren am Kunsthaus Graz mit wechselnden künstlerischen Auftragsarbeiten von Künstlern wie zum Beispiel Carsten Nicolai und John Dekron bespielt. Die BIX Installation dient hierbei als ein Versuchslabor. Mit seiner Hilfe soll der Frage nachgegangen werden, was Architektur leisten kann, wenn sie durch Medientechnik zum Mediendisplay wird. Das Kunsthaus Graz hat als Produzent die Chance, eine architekturadäquate dynamische Kommunikation zwischen Gebäude und Umraum, zwischen Inhalten und Außenwahrnehmung zu entwickeln. Ziel ist es, eine eigene Mitteilungsform aus Vokabular, Syntax und Rhythmus zu kreieren. Künstler können mit BIX kulturelle und gestalterische Prinzipien aufzeigen, deren Verwirklichung auf Propagandaflächen kommerziell genutzter Architekturfassaden weitgehend ausgeschlossen ist.

## Auszeichnungen
Für die Konzeption und Gestaltung der BIX Medienfassade wurden realities:united Architekten mit zahlreichen internationalen Architektur- und Designpreisen ausgezeichnet. Darunter der Goldene Nagel des Art Director Club für Deutschland (2004), der Hans Schaefers Nachwuchsarchitektenpreis vom Bund Deutscher Architekten Berlin (2004), und der mit 50.000 EUR dotierte Inspire Award der Deutschen T-Com (2005). Außerdem wurde die BIX Medienfassade für den Designpreis der Bundesrepublik Deutschland nominiert (2006). 2010 wurde die Installation in die Sammlung des Museum of Modern Art in New York aufgenommen. BIX wird in der Sammlung des MoMA durch einen frühen Prototyp „eines Pixels“ repräsentiert, der realities:united im Planungsprozess als Studienobjekt zur Untersuchung der Lichtwirkung und Steuerbarkeit der Installation diente.